# Chiesa di San Michele in Clivolo
La chiesa di San Michele in Clivolo è un'antica chiesa campestre situata presso Borgo d'Ale in Piemonte.

## Storia
La chiesetta è l'unica struttura superstite dell'antico borgo di Clivolo, rimasto disabitato dopo la fondazione congiunta da parte dei suoi abitanti con quelli di altri tre borghi del Vercellese compresi tra la Serra d'Ivrea e il Biellese, vale a dire Erbario, Meoglio e Areglio, del nuovo "borgo franco" di Borgo d'Ale.
La chiesa di San Michele in Clivolo esisteva già nel VIII secolo in un precedente insediamento longobardo; a metà del XI secolo risale invece la sua riedificazione nelle sue attuali forme romaniche. L'edificio venne quindi rimaneggiato in epoca barocca e successivamente restaurato nel 1897 e di nuovo nel 1970.

## Descrizione
La chiesa presenta una struttura a due navate; i resti di una terza, crollata in tempi lontani, si conservano a lato dell'edificio.
Gli interni presentano numerosi frammenti di affreschi probabilmente realizzati prima del 1070. Gli autori, con tutta probabilità due, appartenevano presumibilmente alla stessa bottega. Le pitture presentano una vena popolaresca con evidenti influenze della scuola di Ratisbona e Reichenau.